# Gräfin Dubarry
Gräfin Dubarry är en operett i tre akter med musik av Carl Millöcker och libretto av F. Zell och Richard Genée. Handlingen rör sig kring Madame du Barry, mätress till kung Ludvig XV av Frankrike.

## Historia
Operetten hade premiär den 31 oktober 1879 på Theater an der Wien i Wien. Den hyllades av kritikerna men publiken svek och spelades endast 17 gånger innan den lades ner.

## Die Dubarry
Inte förrän 1931 dök den åter upp på repertoaren men då med titeln Die Dubarry. En helt ny version i nio scener hade bearbetats av den tyske kompositören Theo Mackeben, som hade lagt in melodier från en annan Millöcker-operett, Der Feldprediger, och i övrigt bidragit med egna kompositioner. Störst succé gjorde "Ich schenk' mein Herz", vilken byggde på sången "Charmant, charmant" från originalverket, samt titelsången "Ja, so ist sie, die Dubarry" och valsduetten "Es lockt die Nacht".
Texterna var nyskrivna av tre librettister: Paul Knepler, Ignaz Michael Welleminsky och Hans Martin Cremer. Denna nya version hade premiär den 14 augusti 1931 på Admiralspalast i Berlin med den ungerska sopranen Gitta Alpár i titelrollen. 1933 gjorde Alpár ett gästspel på Stockholmsoperan med en egen ensemble och framförde Madame Dubarry under perioden 5-14 maj.